# جو غاليغوس
جو غاليغوس هو سياسي أمريكي، ولد في 28 نوفمبر 1941 في سان أنطونيو في الولايات المتحدة. نشط حزبياً في الحزب الديمقراطي. وقد انتخب عضو مجلس نواب أوريغون ‏.

## وصلات خارجية
- الموقع الرسمي